# Manuel María Paz
Manuel María Paz Delgado (Almaguer, 6 de julio de 1820-Bogotá, 16 de septiembre de 1902) fue un militar, cartógrafo, dibujante y pintor colombiano.

## Biografía
Manuel María Paz Delgado nació el 6 de julio de 1820 en la población de Almaguer, Cauca. Sus padres fueron Domingo de Paz y Baltazara Delgado y sus hermanos José Miguel de Paz y Carmen de Paz. Después de estudiar letras en su natal Almaguer y aún siendo muy joven, se trasladó a Popayán para servir de soldado de la Guardia Nacional, cuerpo al que se unió el 29 de diciembre de 1839.

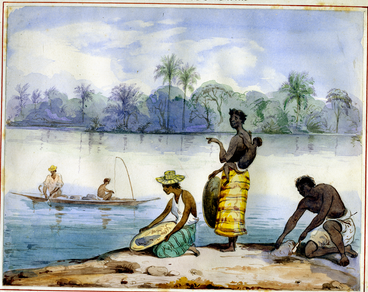
Acuarela Modo de lavar oro (barequeo, 1853)

Participó como soldado raso en varias de las guerras civiles que azotaron la República de la Nueva Granada, en las cuales se distinguió por su valentía. Con el pasar de los años fue ascendiendo en el escalafón militar hasta obtener grado de Coronel en 1848. Junto con su carrera militar fue desarrollando su carrera como pintor y cartógrafo, tanto así que en ese mismo año de 1848 participó en la exposición artística con "Mesa Revuelta", obra que fue muy admirada por el jurado calificador.

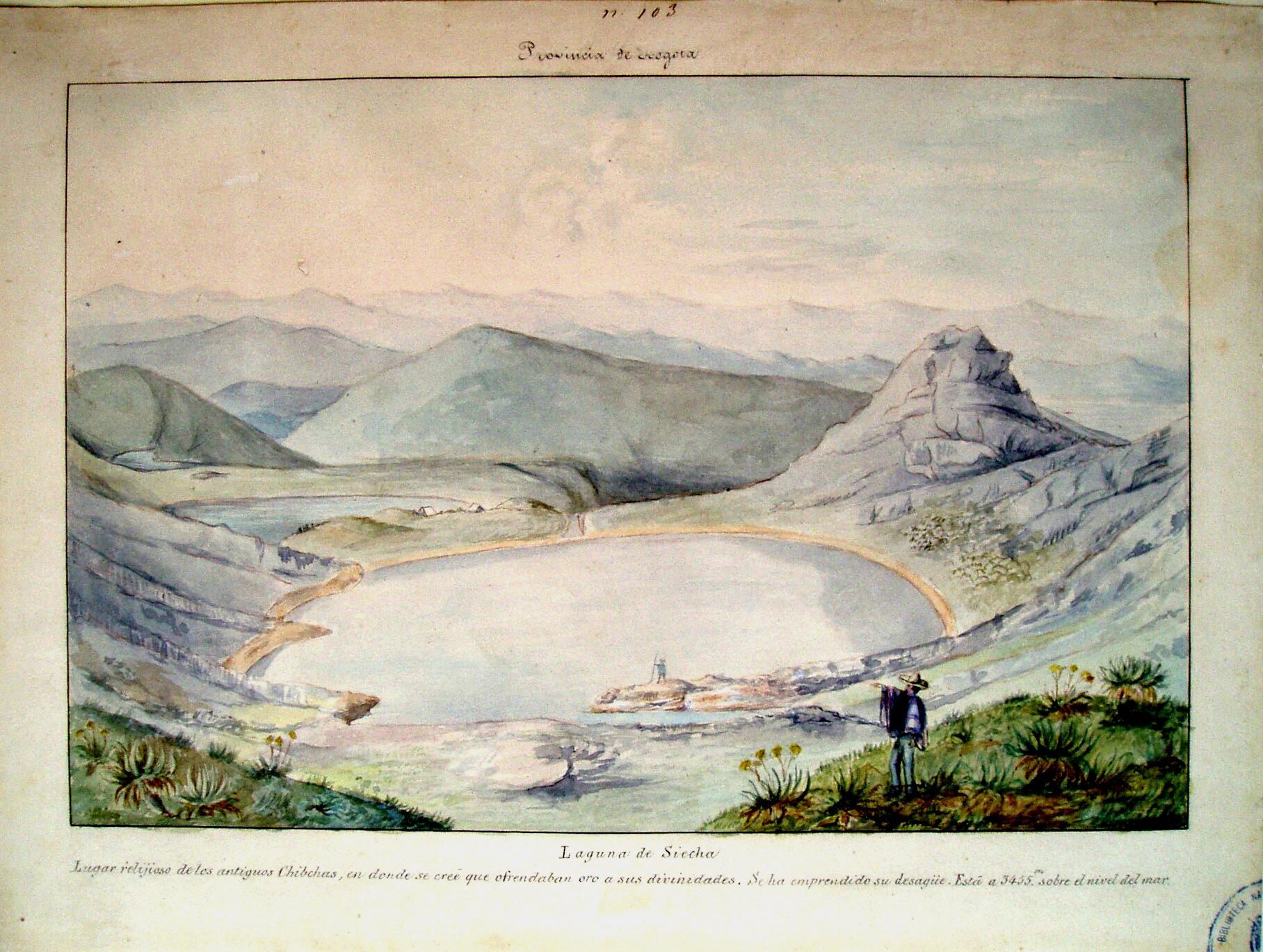
Lámina de las Lagunas de Siecha (1855), realizada por Manuel María Paz durante la Comisión.

En 1852 contrajo matrimonio con Felisa Castro, de cuya unión quedaron seis hijos, José Domingo, Felisa, Francisco, María, Ana María y Julián. En 1853 entró a la Comisión Corográfica para participar como dibujante junto Henry Price, quien por motivos de salud tuvo que retirarse más tarde de la misma.
Entre 1853 y 1858 pintó 127 láminas que no solo sirvieron para ilustrar los trabajos de la Comisión sino otros que bajo el auspicio de Agustín Codazzi se publicaron por separado. Durante estos años María Paz ayudó también al célebre geógrafo a la realización de las cartas de las diferentes regiones del país.
La muerte de Codazzi en 1859 en brazos de su amigo Manuel María Paz detuvo por completo el trabajo de la Comisión. Tomás Cipriano de Mosquera, para evitar que el trabajo se perdiera celebró un contrato con María Paz y Manuel Ponce de León la terminación y publicación de la obra realizada bajo la dirección del general Codazzi. Como resultado de este esfuerzo surgió en 1865 el Atlas de los Estados Unidos de Colombia y más tarde en 1889 el Atlas Geográfico e Histórico de la República de Colombia. Por el trabajo hecho en este último la Sociedad Geográfica de París le confirió la membresía el 6 de diciembre de 1889.
Entre las publicaciones de estas obras, también participó en varias exposiciones artísticas, tales  como en 1871, con motivo de la celebración de las fiestas patrias, y 1883, como parte de las celebraciones del natalicio del libertador Simón Bolívar.
Luego de una agotadora pero productiva vida, Manual María Paz Delgado murió el 16 de septiembre de 1902 en la parroquia de San Victorino de Bogotá.

## Publicaciones
- Atlas de los Estados Unidos de Colombia (1865). Coeditado con Manuel Ponce de León.
- Atlas Geográfico e Histórico de la República de Colombia (1889). Coeditado con Felipe Pérez.
- Carta del territorio de los chibchas (1894).
- Diccionario Geográfico Estadístico Histórico de la Nueva Granada.
- Itinerario general de las distancias que existen en la capital de los Estados Unidos de Colombia a las diferentes poblaciones de cada uno de los estados (1870).
- Láminas de la Comisión Corográfica (1853-1858).
- Mapa Económico de la República de Colombia.
- Mapa General de Colombia y los particulares de los Estados (1873).
- Primer Itinerario de Distancias de la República de Colombia.
- Libreta de apuntes (2011) Edición facsimilar de la libreta que contiene los bocetos dibujados durante la VII y VIII expediciones de la Comisión Corográfica. Publicado por la Universidad de Caldas y la Universidad EAFIT.